# Steelcase Inc.
Steelcase Inc. es un fabricante internacional de muebles, muebles modulares, asientos y partición para oficinas, hospitales, escuelas e interiores residenciales. Tiene su sede en Grand Rapids, Míchigan, Estados Unidos.

## Historia
Originalmente conocida como The Metal Office Furniture Company, la empresa fundada por Peter Martin Wege en 1912. Antes de fundar Steelcase, Wege había presentado aproximadamente 25 patentes relacionadas con las industrias de chapa metálica y protección contra incendios . Los primeros productos de Metal Office Furniture Company incluyeron cajas fuertes de metal ignífugas y archivadores metálicos de cuatro cajones.

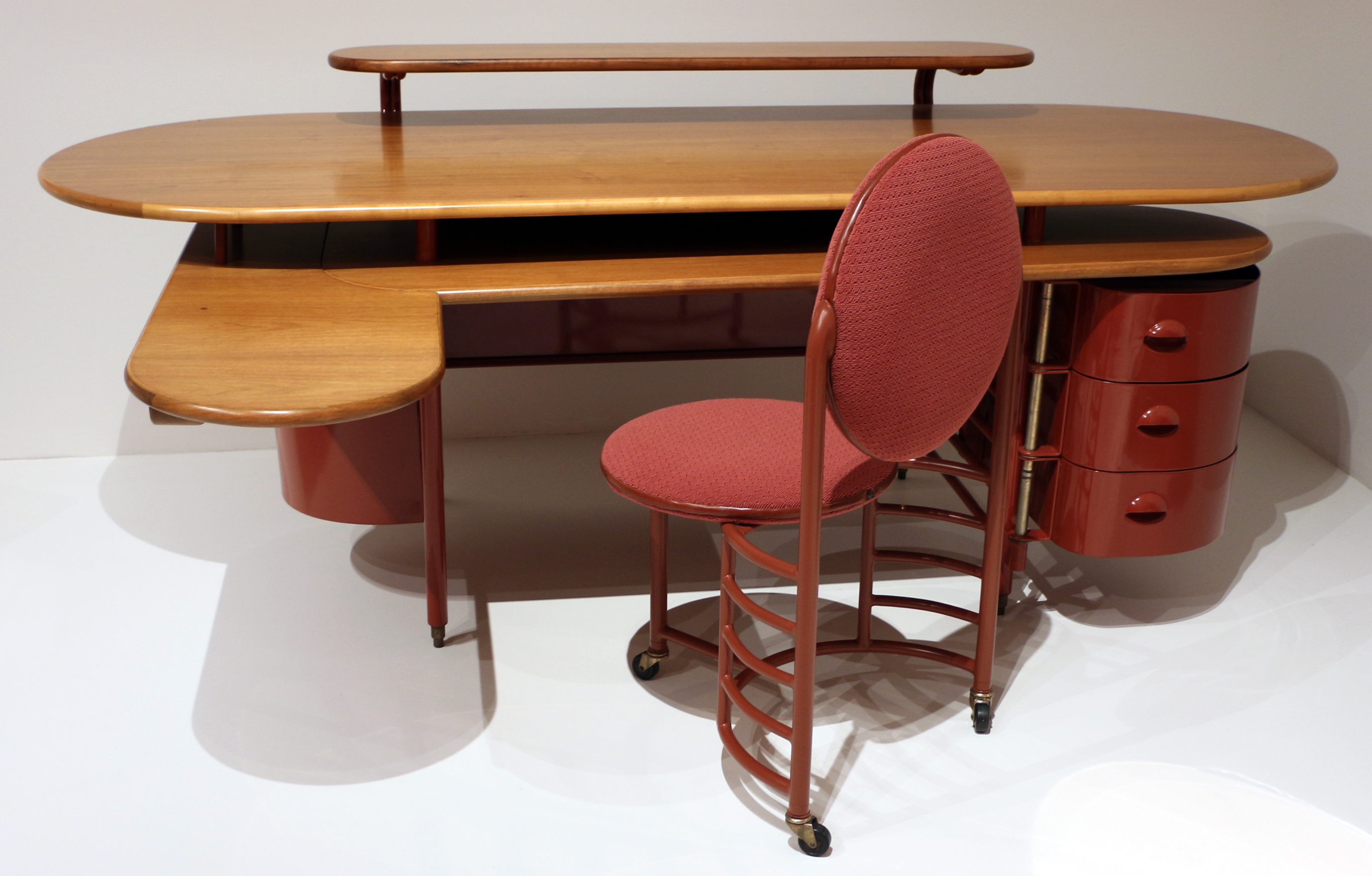
Estación de trabajo de Frank Lloyd Wright y Steelcase, c. 1937

En 1914 la empresa recibió su primera patente de producto para "The Victor", una papelera de acero ignífuga. El Victor ganó popularidad debido a su peso ligero (logrado mediante un proceso patentado de doblado de acero plano en ángulos rectos para crear cajas) y su capacidad para prevenir incendios en una época en la que fumar era común en espacios cerrados. En 1915, la empresa comenzó a fabricar y distribuir escritorios de acero después de diseñar y producir 200 para el primer rascacielos de Boston, la Custom House Tower. En 1937, la empresa colaboró con Frank Lloyd Wright en el mobiliario de oficina para la sede central de Johnson Wax . La asociación duró dos años y dio como resultado algunas de las primeras estaciones de trabajo modernas. 

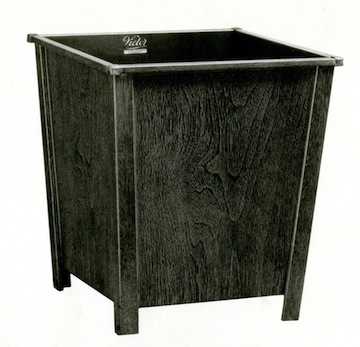
La papelera Victor, c. 1914

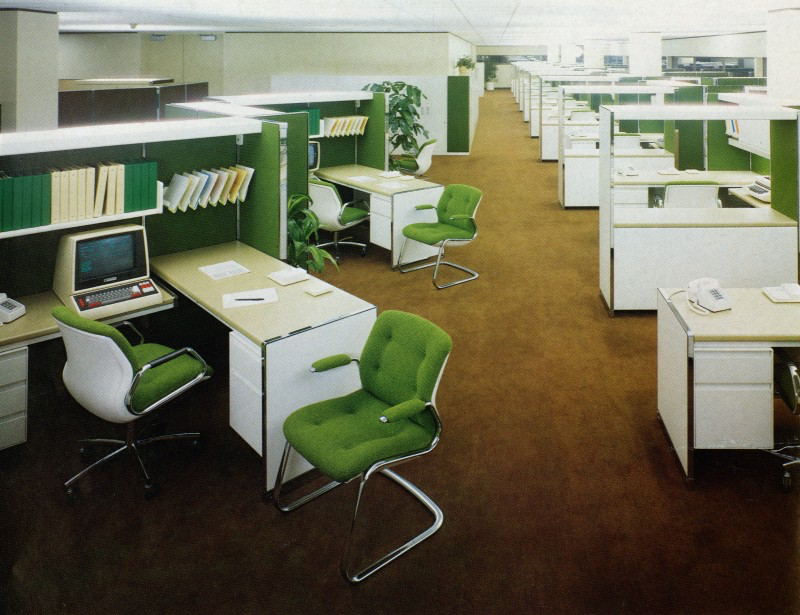
Serie 90001 de 1977

El nombre Steelcase fue el resultado de una campaña publicitaria para promocionar muebles de oficina de metal en lugar de madera y se registró como marca registrada en 1921 y la empresa cambió oficialmente su nombre a Steelcase, Inc. en 1954.
Steelcase se convirtió en líder de la industria a finales de la década de 1960 debido al volumen de sus ventas. La empresa se expandió a nuevos mercados durante la década de 1970, incluidos Asia, Europa y el norte de África. En 1973, la empresa lanzó la línea de muebles Serie 9000, un sistema de oficina con paneles que se convirtió en un éxito de ventas. Ese mismo año, Steelcase entregó el envío individual de muebles más grande a la entonces nueva Torre Sears . La entrega incluyó 43.565 muebles y amuebló 44 plantas.
Durante las décadas de 1980 y 1990, la empresa trabajó en estrecha colaboración con arquitectos y diseñadores de interiores para desarrollar productos, así como el propio espacio de trabajo de la empresa en Grand Rapids. La sede actual de Steelcase se construyó en 1983 en 901 44th St. SE en Grand Rapids, Míchigan. En 1989, Steelcase inauguró el Centro de Desarrollo Corporativo de Steelcase Inc., con forma de pirámide. El centro contenía diez laboratorios de investigación y espacios de trabajo destinados a fomentar la colaboración interdisciplinaria en el desarrollo de productos. En 1996, Steelcase se convirtió en el accionista mayoritario de la firma de diseño IDEO y el director ejecutivo de la firma, David M. Kelley, se convirtió en vicepresidente de descubrimiento técnico e innovación de Steelcase.   Steelcase vendió sus acciones a los directivos de IDEO a partir de 2007.
En 1996, Steelcase fue declarada culpable en una demanda por violación de patente interpuesta contra ella por Haworth, Inc. Se ordenó a Steelcase pagar 211,5 millones de dólares millones en daños e intereses, poniendo así fin a una disputa de 17 años con Haworth.
Steelcase se convirtió en una empresa que cotiza en bolsa en 1998 bajo el símbolo SCS. Durante la década de 2000, Steelcase reorganizó su fuerza laboral y comenzó a integrar tecnologías modernas en sus productos. En 2000, la empresa inauguró Steelcase University, un centro para el desarrollo y aprendizaje continuo de los empleados. La planta de muebles de madera de Steelcase en Caledonia, Míchigan, obtuvo la certificación LEED en 2001, convirtiéndose en la primera planta en recibir la certificación. En 2002, Steelcase se asoció con IBM para crear BlueSpace, un prototipo de "oficina inteligente" diseñado utilizando nuevas tecnologías de oficina.
En 2010, Steelcase e IDEO lanzaron nuevos modelos para aulas de educación superior llamados LearnLabs.Ese mismo año, Steelcase abandonó la Pyramid y el edificio fue vendida a la empresa Switch en 2016.
En 2016, la empresa retiró del mercado 12 modelos de sillas giratorias estilo "Rocky" fabricadas entre 2005 y 2015, debido al riesgo de caída.

## Marcas
Subsidiarias de Steelcase incluyen AMQ, Coalesse, Halcon, Orangebox, Smith System y Viccarbe, así como varias otras marcas como Steelcase Health and Education. Steelcase fundó una marca de accesorios de oficina llamada Details en 1990. En 1993, Steelcase lanzó Turnstone, una línea de muebles diseñados para pequeñas empresas y oficinas en el hogar. Designtex, que produce textiles y tapicería para interiores, fue adquirida en 1998.
Nurture se fundó en 2006 para crear productos para la industria del cuidado de la salud, incluidos muebles e interiores para salas de espera, oficinas y clínicas. La marca pasó a llamarse Steelcase Health en 2014.
La empresa fusionó tres de sus filiales (Brayton International, Metro Furniture y Vecta) para formar Coalesse en 2008, con los productos pensados para lo que Steelcase llama espacios "de vida/trabajo", resultado de la frecuente superposición de hogar y oficina en los hábitos de trabajo modernos.

## Respuesta al COVID-19
En marzo de 2020, Steelcase comenzó fabricando equipos para proveedores de atención médica e instalaciones médicas en respuesta al COVID-19 . Las soluciones incluyen EPP, mascarillas, protectores faciales y pantallas sociales. 

## Premios

### Premios de la empresa
- La empresa ganó el premio Editors' Choice en la competencia de productos NeoCon 2014 por "Quiet Spaces", una serie de espacios de trabajo diseñados para introvertidos y una colaboración con Susan Cain, autora de Quiet: The Power of Introverts in a World That Can't Stop Talking.[29]
- Steelcase fue nombrada la empresa más admirada del mundo por Forbes en 2018, 2019 y 2020.[30] Ganaron el Premio Cívico 2020.[31]

### Premios de diseño
- Las herramientas de trabajo SOTO II de Steelcase ganaron un premio de plata en la categoría de accesorios de oficina de Editor's Choice.[29]
- Mejor sala de exposición grande de 2018 y mejor competencia en NeoCon [32]
- Steelcase ganó el premio Red Dot en 2019 por el diseño de su silla SILQ.
- Premios Best of NeoCon Gold y Best of NeoCon Innovation Awards 2021 [33]

## Empresas similares
- Haworth
- Herman Miller
- Knoll
- Vitra